# Пам'ятник Карлу-Емілю Францозу
Пам'ятник Ка́рлу-Емі́лю Францо́зу — пам'ятник австрійському письменнику, літературознавцю та перекладачу Карлу-Емілю Францозу, встановлений у Чорткові на Ринковій площі 30 квітня 2017 року. Виготовлений Романом Вільгушинським за кошти, надані урядом Німеччини.

## Історія
Карл-Еміль Францоз — відомий австрійський письменник, уродженець міста Чорткова, що на Тернопільщині. На час встановлення чортківський пам'ятник був єдиним монументом письменнику у світі. Ініціатором встановлення пам'ятника стали громадська організація «Гельсінська ініціатива-ХХІ», автори проекту «Буковинсько-Галицький літературний маршрут» та уряд Німеччини. Саме завдяки коштам останніх, при співфінансування з боку Чортківської міської ради, і стало можливим втілення проекту в життя.
Бронзове погруддя виконав тернопільський скульптор Роман Вільгушинський. Урочисте відкриття відбулося 30 квітня 2017 року о 13:00 на Ринковій площі міста. Право урочистого відкриття було надано міському голові Володимирові Шматьку та німецькій художниці Гельді фон Льовеніх. Окрім того, в церемонії відкриття взяли участь кілька десятків мешканців та гостей міста, серед яких — професор Чернівецького національного університету, літературознавець та перекладач Петро Рихло, голова ГО «Гельсінська ініціатива-ХХІ» Олександр Степаненко, представники міської влади та громадські активісти.